# Cryptomyrus
Cryptomyrus ist eine Gattung afrikanischer Süßwasserfische aus der Familie der Nilhechte (Mormyridae). Die Gattung kommt mit zwei Arten in Gabun in den Stromgebieten von Ogooué und Moukalaba vor.

## Merkmale
Die Fische sind klein, die für die Erstbeschreibung der Gattung und der beiden Arten untersuchten Exemplare hatten eine Länge von 10 bis 11 cm. Der Körper ist leicht hochrückig, die Körperhöhe liegt an der Basis der Bauchflossen bei 21 bis 24 % der Standardlänge, und seitlich abgeflacht. Von allen anderen Nilhechten unterscheiden sich die Cryptomyrus-Arten durch eine Kombination folgender Merkmale. Die Schuppen sind relativ groß, 44 oder 45 befinden sich auf einer mittleren Längsreihe an den Körperseiten, 42 davon sind mit den Seitenlinienporen versehen. Nur großschuppige Marcusenius-Arten, wie Marcusenius moorii und kleine Arten der Gattungen Stomatorhinus und Pollimyrus haben so wenige Seitenlinienschuppen. Das Maul von Cryptomyrus ist unterständig, die Kinnschwellung ist mehr ausgeprägt als bei Ivindomyrus und Paramormyrops aber sie steht nicht weit über das Maul vor wie bei Marcusenius. Von der Seite gesehen ist der Kopf abgerundet, von oben gesehen V-förmig. Die Augen sind groß, ihr Durchmesser liegt bei 19 bis 20 % der Kopflänge. Der Abstand zwischen den Augen liegt bei 32 bis 35 % der Kopflänge. Die vier mittleren Zähne im Unterkiefer sind breit, spatenförmig und stehen fast horizontal. Das größere mittlere Paar hat zusammen eine kellenartige Form. Die Länge der Rückenflosse liegt bei 78 bis 88 % der Afterflossenlänge. Der Schwanzstiel ist relativ hoch. Am Ende der Afterflosse beträgt seine Höhe mehr als 30 % seiner Länge. Ein dunkles, nur diffus ausgebildetes, breites Band erstreckt sich vom vorderen Teil der Rückenflosse zum vorderen Teil der Afterflosse. 
Von Paramormyrops, der artenreichsten Nilhechtgattung in Gabun und Niederguinea, unterscheidet sich Cryptomyrus durch einen mehr spindelförmigen Körper und größere Augen (19–20 % der Kopflänge vs. 19–20 % KL). Paramormyrops fehlt auch das dunkle Band zwischen Rücken- und Afterflosse. Wie alle Nilhechte sind Cryptomyrus-Arten zur Elektrokommunikation und Elektroorientierung fähig.

## Arten
- Cryptomyrus ogoouensis Sullivan, Lavoue, Hopkins, 2016
- Cryptomyrus ona Sullivan, Lavoue, Hopkins, 2016